# Aphra Behn
Aphra Behn, angleška književnica, * 10. julij 1640, Wye, Anglija, † 16. april 1689, London. 
Behnova je bila za Johnom Drydnom najplodovitejša dramatičarka Obnove in velja za prvo angleško poklicno pisateljico.
Po pripovedovanju je bila brivčeva hči. Kot otrok je odšla v Nizozemsko Gvajano, tedanjo angleško kolonijo, imenovano po reki Surinam, in se okoli leta 1658 vrnila v Anglijo. Po moževi smrti leta 1666 jo je Karl II. kot vohunko poslal v Antwerpen. Prva je opozorila vladarja na nakano nizozemske vlade, da pošlje ladjevje po reki Temzi.
Pokopali so jo v Westminstrski opatiji.
V Nizozemski Gvajani je srečala Oroonoka in opisala srečanje z njim v istoimenski zgodbi. Brez dvoma je nekoliko olepšala lik svojega junaka, vendar, kakor zgleda, ni pretiravala z opisom nenavadnih pustolovščin tega mladega afriškega poglavarja.
Njena glavna dela so Oroonoko ali Kraljevi suženj (Oroonoko; or The Royal Slave) in Morski razbojnik ali Pozabljeni vitezi (The Rover; or The Banish'd Cavaliers).
Nekatera manj znana dela Aphre Behnove so dosegljiva preko projekta Brownove univerze Women Writers (WWP).